# Szoba a hegyen
A Szoba a hegyen című tévéjátékot Katkics Ilona rendezte Pintér Tamás forgatókönyvéből. A dramaturg Deme Gábor volt. A Magyar Televízió 1961. március 26-án mutatta be.

## Cselekménye
|  | Alább a cselekmény részletei következnek! |

Az üzemi újság kikezdi Máriát, a fiatal mérnöknőt, amiért türelmetlen, ideges a beosztottjaival, nyilvánosan szégyenít meg idős embereket. Férje, Endre úgy véli, anyósa miatt változott meg felesége. Az idős asszony velük lakik, és majomszeretettel ragaszkodik lányához, lassan megfojtva őt. A mama miatt a pár egyre gyakrabban vitatkozik, és egy veszekedés után, amikor Mária az anyja mellé áll, Endre elköltözik. A mama boldog, Mária azonban szenved. Néhány nap múlva felkeresi Endrét, vele alszik, és meghozza az elhatározást, elköltözik otthonról. Amikor hazamegy, közli döntését anyjával, aki érzelmi zsarolással ismét eléri, hogy lánya őt válassza. Végül Mária összeszedi bátorságát, és Endréhez költözik.
|  | Itt a vége a cselekmény részletezésének! |

## Szereposztás
| Szereplő  | Színész        |
| --------- | -------------- |
| Mama      | Mezey Mária    |
| Mária     | Vass Éva       |
| Endre     | Inke László    |
| Bodrogi   | Kőmíves Sándor |
| Bejárónő  | Kőmíves Erzsi  |
| Házmester | Erdődy Kálmán  |

## Fogadtatása
A tévéjátékról 1961. március 19-én jelent meg recenzió a Magyar Nemzetben. Vilcsek Anna dicsérte Mezey Máriát és Katkics Ilonátː „A rendezés és a színészi játék a szörnyeteg anyós mellett az anyai féltékenység lélekrajzát, a mozgásképtelen beteg öregasszony halálfélelemmel terhelt, görcsös szeretetvágyát is érzékeltetni tudta.” Ugyanakkor számon kérte a filmszerűbb ábrázolást, kifogásolva azt, hogy a dialógusok között többször is megállt a kamera, a látószög nem változott.
„A gyermeki kötelesség és a szerelem kettős szorításában vergődő fiatalasszony alakját Vass Éva megrendítően formálta meg. Kőműves Sándor ezúttal is gyarapította jó munkásfiguráinak sorát. Inke László alakításából a férj darabosságát és haragját éreztük elsősorban, a gyengédséget kevésbé. Kőmíves Erzsi és Erdődy Kálmán egy-egy találó portréval szerepelt”, fogalmazott a kritikus.